# Giai cấp
Giai cấp, giai tầng hay tầng lớp đề cập đến các thứ bậc khác nhau phân biệt giữa các cá nhân hoặc các nhóm người trong các xã hội hoặc các nền văn hóa. Các sử gia và các nhà xã hội học coi giai cấp là phổ quát (là sự phổ biến), mặc dù những điều xác định giai cấp là rất khác nhau từ xã hội này đến xã hội khác. Thậm chí ngay cả trong một xã hội, các cá nhân khác nhau hoặc những nhóm người khác nhau cũng có rất nhiều ý tưởng khác nhau về những điều gì làm nên thứ bậc cao hay thấp trong trật tự xã hội.
Theo Marx và Lenin, giai cấp là những tập đoàn người to lớn, khác nhau về địa vị của họ trong một hệ thống sản xuất xã hội nhất định trong lịch sử, khác nhau về quan hệ của họ (thường thì những quan hệ này được pháp luật quy định và thừa nhận) đối với tư liệu sản xuất và phân công lao động, về vai trò của họ trong những tổ chức lao động xã hội, và như vậy là khác nhau về cách thức hưởng thụ và về phần của cải ít hoặc nhiều mà họ được hưởng.
Theo Hồ Chí Minh, tất cả của cải vật chất trong xã hội, đều do công nhân và nông dân làm ra. Nhờ sức lao động của công nhân và nông dân, xã hội mới sống còn và phát triển. Nhưng đa số người lao động thì suốt đời nghèo khó, mà thiểu số người không lao động thì lại hưởng thụ thành quả lao động đó. Đó là do một số ít người đã chiếm làm tư hữu những tư liệu sản xuất của xã hội. Họ có tư liệu sản xuất nhưng họ không làm lụng, họ bắt buộc người khác làm cho họ hưởng. Do đó mà có giai cấp. Những người chiếm tư liệu sản xuất không làm mà hưởng là giai cấp bóc lột hay giai cấp tư sản. Những người không sở hữu tư liệu sản xuất là giai cấp vô sản, trong giai cấp đó, những người lao động mà không được hưởng giá trị thặng dư và thành quả lao động là giai cấp bị bóc lột hay giai cấp công nhân.

## Khái niệm
Thuật ngữ giai cấp dùng "để chỉ một nhóm xã hội mà các thành viên có vị trí tương đương nhau trong một cơ cấu bất bình đẳng khách quan về vật chất do một hệ thống những quan hệ kinh tế đặc trưng cho một phương thức sản xuất cụ thể tạo ra". Nhà xã hội học người Mỹ Rodney Stark định nghĩa: "Giai cấp là nhóm người chia sẻ một vị trí giống nhau trong hệ thống phân tầng xã hội".
Thực tế, xã hội phân hóa thành các giai cấp khác nhau, nhưng cách hiểu về giai cấp lại không giống nhau. Người ta thường hiểu giai cấp là một nhóm xã hội có vị trí kinh tế, chính trị và xã hội giống nhau nhưng không được quy định chính thức, không được thể chế hóa mà do sự nhận diện theo những chuẩn mực xã hội nhất định như giàu - nghèo, chủ - thợ, thống trị - bị trị,...
Tầng lớp đỉnh xã hội hay đứng đầu xã hội là một tầng lớp đứng đầu trong xã hội ở các mảng kinh tế, văn hóa, chính trị. Các tổ chức, những cá nhân đứng đầu xã hội đều là những người nắm trong tay quyền lực, địa vị, lượng tài sản lớn. Còn tầng lớp đáy xã hội là những người nô lệ, người lao động khổ sai không có vật chất, địa vị.
Nhà xã hội học Max Weber lấy chuẩn mực kinh tế để phân chia giai cấp, nhưng Weber cho rằng mối liên hệ nhân quả giữa kinh tế và xã hội, chính trị, ý thức phức tạp hơn nhiều. Vị trí kinh tế quy định ý thức và hành động, nhưng địa vị xã hội cũng dẫn tới một quy chế trong cơ cấu kinh tế.

### Lý thuyết giai cấp và danh tiếng của Warner
Lý thuyết của Warner được gọi là lý thuyết danh tiếng vì trong đó ông xác định giai cấp của cá nhân bằng cách hỏi những người khác xem họ sắp xếp thứ tự cộng đồng thế nào theo "danh tiếng" của cá nhân đó. Dựa theo kết quả thống kê đó, Warner chia ra 6 nhóm giai cấp khác nhau trong xã hội:
1. Thượng lưu trên;
2. Thượng lưu dưới;
3. Trung lưu trên;
4. Trung lưu dưới;
5. Hạ lưu trên;
6. Hạ lưu dưới.

### Lý thuyết đẳng cấp và giai cấp
Các nhà xã hội học theo thuyết này phân biệt hai cấp độ khác nhau giữa đẳng cấp và giai cấp.
- Đẳng cấp là những vị trí, trong đó con người sinh ra và cuộc đời họ tồn tại ở đó. Các thành viên trong cùng đẳng cấp có một địa vị được có sẵn, chứ không phải là một địa vị phải phấn đấu mới đạt được. Phân chia đẳng cấp là một dạng của phân tầng xã hội đã xuất hiện từ xa xưa trong lịch sử loài người. Ví dụ, Trung Hoa cổ đại có quân tử và tiểu nhân, thứ dân (sĩ, nông, công, thương). Hy Lạp cổ đại có dân tự do và dân nô lệ. Ấn Độ cổ đại có bốn đẳng cấp: tăng lữ, chiến binh, thợ thủ công, và người làm ruộng và đầy tớ.
- Giai cấp, cũng giống như đẳng cấp, giai cấp cũng là tầng lớp xã hội nhưng dựa trên tiêu chuẩn kinh tế như nghề nghiệp, thu nhập và của cải. Giai cấp nhìn chung là "mở" và ít nhiều có những khoảng trống để người mới đến có thể gia nhập. Trong xã hội hiện đại có xu hướng liên hệ mật thiết giữa giai cấp và di động xã hội.

## Quan niệm củaMarxvề giai cấp
Quan niệm của Karl Heinrich Marx về giai cấp nhằm mục đích giải thích sự biến đổi xã hội và xây dựng một lý thuyết về lịch sử phát triển xã hội, ông đưa ra câu hỏi:
- Tại sao xã hội lại biến đổi?
- Xã hội biến đổi như thế nào?
- Tương lai xã hội sẽ ra sao?

Karl Marx tin rằng câu trả lời nằm trong mâu thuẫn giữa các giai cấp trong xã hội. Những cuộc đấu tranh giai cấp tạo ra động lực thúc đẩy lịch sử phát triển xã hội, hình thành nên những hình thái kinh tế, xã hội mới. Lịch sử loài người là một lịch sử của sự thay thế giai cấp cũ bằng giai cấp mới. Marx cho rằng không có sẵn câu trả lời đơn giản cho vấn đề có bao nhiêu giai cấp được hiện diện trong xã hội; ngược lại, câu trả lời này phụ thuộc vào xã hội đó là gì và đang ở giai đoạn lịch sử nào. Bởi vậy, Marx xác định có 4 giai cấp trong xã hội La Mã cổ đại là quý tộc, hiệp sĩ, bình dân và nô lệ, và một số lượng giai cấp lớn hơn trong xã hội thời Trung cổ ở châu Âu. Marx cho rằng, trong xã hội tư bản chủ nghĩa chỉ có 2 giai cấp chính: tư sản và vô sản.
Yếu tố kinh tế của giai cấp
Đặc trưng quan trọng nhất của quan niệm của Marx về giai cấp là vai trò quyết định của yếu tố kinh tế. Sở hữu tư nhân về tư liệu sản xuất quy định việc phân chia xã hội thành hai giai cấp cơ bản, hai phe - những người có tư liệu sản xuất và những người không có tư liệu sản xuất. Ông cho rằng, mối quan hệ với tư liệu sản xuất là "bí mật cuối cùng, được che giấu cho sự giải thích toàn bộ xã hội".
Yếu tố tư tưởng, tâm lý, ý thức của giai cấp
Trong khi nhấn mạnh vai trò của yếu tố kinh tế, vật chất trong phân chia giai cấp; Marx cũng khẳng định tầm quan trọng đặc biệt của yếu tố tư tưởng, tâm lý, ý thức trong việc hình thành giai cấp. Để thực sự là một giai cấp, các cá nhân không phải chỉ có một vị trí giống nhau trong xã hội và cùng chung bối cảnh kinh tế xã hội, mà họ còn phải có một nhận thức chung về hoàn cảnh của mình, về những lợi ích của mình và kẻ thù giai cấp - đó là, giai cấp tự ý thức về mình.
Ngoài hai giai cấp cơ bản, đối địch nhau, trong xã hội tư bản chủ nghĩa còn có các nhóm xã hội khác, gọi là tầng lớp trung gian - đó là các nhóm xã hội giữ địa vị trung gian giữa giai cấp tư sản và vô sản. Cùng với sự phát triển của xã hội, các tầng lớp, giai cấp trung gian không bị teo lại mà phát triển. Một mặt, một bộ phận tư sản bị phá sản trở thành vô sản; một bộ phận người lao động có kiến thức chuyển sang làm việc trong lĩnh vực hoạt động trí óc. Mặt khác, xã hội phát triển theo hướng mở rộng khu vực kinh tế dịch vụ (thương mại, khoa học, quản lý, văn hóa, dịch vụ xã hội,...) làm tăng số người tham gia các hoạt động này.

## Quan niệm củaWebervề giai cấp
Weber cho rằng các yếu tố vật chất không phải là những đặc điểm cơ bản duy nhất của các hệ thống phân tầng xã hội trong xã hội hiện đại; ông lưu ý rằng, địa vị xã hội không phải lúc nào cũng liên quan tới vấn đề sở hữu tư nhân về tư liệu sản xuất. Weber cho rằng, quan niệm phân chia giai cấp của Marx là quá giản đơn. Weber đề xuất sự phân tầng xã hội dựa trên những yếu tố độc lập khác. Đó là ba yếu tố giai cấp, địa vị và đảng phái - theo cách gọi của Weber, tương ứng với thuật ngữ xã hội học hiện đại là của cải, uy tín và quyền lực.
Của cải và giai cấp
Theo Weber, giai cấp là nhóm người có "cơ may sống" giống nhau, được xác định bởi vị trí kinh tế trong xã hội, những sản phẩm mà họ sở hữu và những cơ hội đối với thu nhập của họ. Theo xã hội học hiện đại, đó là tất cả những gì thuộc về tài sản, của cải. Định nghĩa của Weber nhấn mạnh tới yếu tố kinh tế của giai cấp; nhưng khác với Marx, Weber không sử dụng thuật ngữ giai cấp với nghĩa là nhóm các cá nhân đã phát triển ý thức giai cấp và đã tổ chức nhau lại vì mục đích giai cấp chung. Thay vào đó, Weber chủ yếu nói tới mối liên hệ giữa các cá nhân có chung địa vị kinh tế. Do đó, một vấn đề then chốt đối với Weber là khi nào và tại sao xung đột giai cấp xuất hiện. Weber không chú trọng vấn đề tư hữu về của cải. Thực tế trong một số tình huống, việc kiểm soát của cải có thể độc lập với sở hữu.
Uy tín (địa vị)
Weber công nhận rằng địa vị kinh tế có thể dựa trên sự kiểm soát mà không có sự sở hữu, mà dựa vào uy tín, địa vị; quyền lực không phải là tổng thể các quan hệ vật chất. Chẳng hạn, khi một ngôi sao thể thao bước vào sản xuất kinh doanh thì họ có thể đã trao uy tín, danh tiếng của họ để đổi lấy các điều kiện thuận lợi về kinh tế. Hơn nữa, con người thường thích uy tín cao trong một xã hội, trong khi có rất ít hoặc không có của cải. Ví dụ, nhà văn, nhà khoa học có thể có uy tín và ảnh hưởng rất sâu rộng trong xã hội nhưng điều kiện sống về kinh tế của họ thì rất khó khăn.
Quyền lực (đảng phái)
Weber định nghĩa quyền lực là khả năng đạt được mục đích mong muốn bất chấp sự kháng cự của những người khác. Con người có thể có rất nhiều quyền lực mà không cần có nhiều của cải hay sở hữu tư liệu sản xuất. Weber viết: "quyền lực là cơ may của một người, hay là của một số người, thực hiện ý chí của họ trong một hành động chung thậm chí bất chấp sự phản kháng của những người khác không tham gia vào hành động. Quyền lực do kinh tế quyết định cố nhiên không đồng nhất với quyền lực như tồn tại. Trái lại sự xuất hiện của quyền lực kinh tế có thể là hậu quả của quyền lực tồn tại trên cơ sở khác. Con người đấu tranh vì quyền lực không phải để chỉ làm giàu cho bản thân mình về mặt kinh tế. Quyền lực bao gồm cả quyền lực kinh tế có thể được đánh giá là "vì lợi ích của riêng nó" mà thôi."

## Các liên kết ngoài
- Class Action:
- Dictionary of the history of ideas: Lưu trữ ngày 6 tháng 5 năm 2011 tại Wayback Machine Class
- Charles Dunoyer And The Theory Of Industrialism and Comte And Dunoyer After The 1830 Revolution: The Impact Of Their Ideas in The Radical Liberalism Of Charles Comte And Charles Dunoyer by David M. Hart.
- Marxist and Austrian Class Analysis (PDF) by Hans-Hermann Hoppe
- Classical Liberal Roots of Marxist Class Analysis Lưu trữ ngày 24 tháng 12 năm 2005 tại Wayback Machine (MP3 audio file), lecture by Ralph Raico.
- Rethinking Cultural and Economic Capital Lưu trữ ngày 20 tháng 3 năm 2005 tại Wayback Machine - Jan Rupp